# Uğur Boral
Uğur Boral (Tokat, 14 april 1982) is een voormalig Turkse betaald voetballer die doorgaans als linker middenvelder speelt. In 2015 verliet hij Beşiktaş na een dienstverband van drie jaar. Boral debuteerde in 2006 in het Turks voetbalelftal.

## Clubcarrière
Boral voetbalde in de jeugd van Karadenizspor. Alibeyköyspor (destijds uitkomend in de derde voetbaldivisie van Turkije) nam hem in de zomer van 2001 over, waarna hij voor deze club zijn debuut maakte bij de senioren. Het jaar erop maakte Boral de overstap naar Kocaelispor en weer een half jaar later verkaste hij naar Ankara om te voetballen voor Gençlerbirliği. Tijdens zijn periode bij Gençlerbirliği werd hij voor één jaar uitgeleend aan Ankaraspor, waarmee hij dat jaar kampioen werd in de tweede divisie en promoveerde naar de Süper Lig.

## Clubstatistieken
| Seizoen | Competitie | Club           | Duels | Goals |
| ------- | ---------- | -------------- | ----- | ----- |
| 2001/02 | TFF 3. Lig | Alibeyköyspor  | 32    | 4     |
| 2002/03 | Süper Lig  | Gençlerbirliği | 5     | 0     |
| 2002/03 | Süper Lig  | → Kocaelispor  | 13    | 2     |
| 2003/04 | Süper Lig  | Gençlerbirliği | 0     | 0     |
| 2003/04 | TFF 2. Lig | → Ankaraspor   | 13    | 2     |
| 2004/05 | Süper Lig  | Gençlerbirliği | 26    | 2     |
| 2005/06 | Süper Lig  | Gençlerbirliği | 28    | 7     |
| 2006/07 | Süper Lig  | Fenerbahçe     | 19    | 0     |
| 2007/08 | Süper Lig  | Fenerbahçe     | 25    | 0     |
| 2008/09 | Süper Lig  | Fenerbahçe     | 31    | 5     |
| 2009/10 | Süper Lig  | Fenerbahçe     | 5     | 2     |
| 2010/11 | Süper Lig  | Fenerbahçe     | 0     | 0     |
| 2011/12 | Süper Lig  | Fenerbahçe     | 4     | 0     |
| 2011/12 | Süper Lig  | Samsunspor     | 10    | 1     |
| 2012/13 | Süper Lig  | Beşiktaş       | 18    | 1     |
| 2013/14 | Süper Lig  | Beşiktaş       | 7     | 0     |
| 2014/15 | Süper Lig  | Beşiktaş       | 1     | 0     |

1 Reçber ·
2 Servet ·
3 Balta ·
4 Zan ·
5 Emre Belözoğlu  ·
6 Mehmet Topal ·
7 Mehmet Aurélio ·
8 Nihat ·
9 Şentürk ·
10 Karadeniz ·
11 Metin ·
12 Zengin ·
13 Emre Güngör ·
14 Turan ·
15 Emre Aşık ·
16 Boral ·
17 Tuncay Şanlı ·
18 Kâzım-Richards ·
19 Akman ·
20 Sarıoğlu ·
21 Erdinç ·
22 Altıntop ·
23 Demirel ·
Coach: Terim